# Pia Andersen
Pia Andersen (født 1955) er en tidligere dansk atletikudøver.
Andersen startede karrieren i Østerbro-klubben Københavns IF. I forbindelse med opsplitningen af KIF i 1973 fulgte hun med over i den nystartede atletikforening AK73.
Andersen vandt det danske meterskab på 1.500 meter indendørs 1976.

## Internationale ungdomsmesterskaber
- 1973 Junior-EM 800 meter nummer 17 2:12,15

## Danske mesterskaber
- Guld 1976 1.500 meter inde 4:44.5
- Sølv 1974 800 meter 2:10.2
- Bronze 1973 1.500 meter 4:31.7
- Bronze 1972 800 meter 2:14.2
- Bronze 1972 1.500 meter 4:37.3

## Personlige rekorder
- 100 meter: 13.2 1974
- 200 meter: 26.4 1976
- 400 meter: 57.0 1974
- 800 meter: 2.07.8 1974
- 1.500 meter: 4.31.7 1973
- 3.000 meter: 10.36.6 1974
- Højdespring: 1.65 1972
- Spydkast: 35.26 1986
- Diskoskast: 31.65 1974
- Kuglestød: 9,60 1978